# Triptych, 1976
Triptych, 1976 ist ein Triptychon, das 1977 von Francis Bacon gemalt wurde.
Der mittlere Teil zeigt eine kopflose menschliche Figur, die von Geiern eingekreist wird. Die Seiten zeigen zwei  entstellte menschliche Gesichter.

## Interpretationen
Das Bild der mittleren Tafel spielt auf den Prometheus-Mythos an. Prometheus, der den Göttern das Feuer gestohlen hatte, um es den Menschen zu schenken, wurde von Zeus bestraft. Er wurde an den Kaukasus angekettet, jeden Tag kam ein Adler und fraß ein Stück von seiner Leber.    
Es kann auch als eine Interpretation der Orestie des Äschylos gedeutet werden, der seine Mutter tötet, weil sie seinen Vater umgebracht hat, woraufhin er von den Furien verfolgt wird.

## Geschichte
Das Gemälde wurde 1977 erstmals in der Galerie Claude Bernard in Paris ausgestellt und  kurze Zeit später von einem anonymen Käufer erworben.
1985 wurde es in der Tate Gallery in London, 1993 im Museo d’Arte Moderna und 1996 im Centre Pompidou gezeigt. 
2008 wurde Triptych, 1976 bei Sotheby’s für 86,3 Millionen Dollar von Roman Arkadjewitsch Abramowitsch ersteigert. Es ist damit das zweitteuerste je verkaufte Gemälde von Bacon. Es überholte Bacons Study For Innocent X, das für 52,7 Millionen Dollar verkauft wurde. Am 12. November 2013 wurde Bacons Triptychon Three Studies of Lucian Freud (1969) für 142,4 Millionen Dollar versteigert.